# اسکت ارل
اسکت ارل (به انگلیسی: Ascott Earl) یک روستا در بریتانیا است که در آکسفوردشر واقع شده‌است.